# 栗田元次
栗田 元次（くりた もとつぐ、1890年〈明治23年〉11月3日 - 1955年〈昭和30年〉12月1日）は、日本の国史学者。名古屋大学名誉教授。旧制第八高等学校校長。専門は日本近世史。愛知県出身。

## 経歴
愛知県愛知郡田代村（現・名古屋市千種区）出身。旧制明倫中（現愛知県立明和高等学校）、旧制八高を経て、1914年東京帝国大学文学部国史学科卒。東京帝大史料編纂官補となり、「大日本史料」の編纂に従事。八高教授、広島高等師範学校教授、1929年広島文理科大学教授、1946年第八高等学校校長、1949年名古屋大学教授。1953年中日文化賞受賞。近世史を専攻。

## 著書
- 『膠州湾 独逸の東洋経営』アカギ叢書 1914
- 『綜合日本史概説』中文館書店 1926－28
- 『解説日本文化史』明治図書 1930
- 『国史教育原論』同文書院 1930
- 『国民総合日本史』中文館書店 1932
- 『日本古版地図集成』編 博多成象堂 1932
- 『新制綜合日本史 初級用』中文館書店 1933
- 『綜合日本史插画解説』編 中文館書店 1934
- 『青年学校国民日本史 本科 巻5』中文館書店 1935
- 『綜合国史研究』同文書院 1935‐36
- 『女子綜合日本史 上級用』中文館書店 1936
- 『史的研究日本の特性』賢文館 1937
- 『新体綜合国史插画地図解説』中文館書店 1938
- 『栗田文庫善本書目』編 中文館書店 1940
- 『新体綜合国史参考欄解説』編 中文館書店 1940
- 『奈良時代の特性』日本放送出版協会 ラヂオ新書 1940
- 『新井白石の文治政治』石崎書店 1952
- 『江戸時代史』龍居松之助共著 近藤出版社 1976
- 『書誌学の発達』青裳堂書店 日本書誌学大系 1979
- 『総合国史文献解題』日本図書センター 1982

## 注
1. ↑  20世紀日本人名辞典